# 二十四の瞳 (映画)
『二十四の瞳』（にじゅうしのひとみ）は、1954年（昭和29年）に公開された松竹大船撮影所製作、木下惠介監督・脚本、高峰秀子主演による日本映画である。
1952年（昭和27年）に発表された壺井栄の小説『二十四の瞳』が原作であり、この2年後公開された。日本が第二次世界大戦を突き進んだ歴史のうねりに、否応なく飲み込まれていく女性教師と生徒たちの苦難と悲劇を通して、戦争の悲壮さを描いた作品である。
なお、1987年（昭和62年）、朝間義隆監督、田中裕子主演によりリメイクされ再度映画化された。

## 製作
第二次世界大戦の終結から7年後、1952年（昭和27年）、この戦争が女性教師と生徒たちにもたらした数多くの苦難と悲劇を描いた原作「二十四の瞳」が発表された。
映画は、この原作同様、1928年（昭和3年）から1946年（昭和21年）までの18年間を描いている。撮影は、原作発表の翌年1953年（昭和28年）春から1954年（昭和29年）春にかけて行われ、その年の9月に公開された。
よって、原作者、監督（兼脚本）、カメラマン、美術、そして主演女優をはじめ、子役を除き、スタッフ・キャスト全員が、第二次世界大戦の戦時下を生きた人々である。
言論の自由のない軍国主義を突き進んだ日本、そして、敗戦によりそこから解放された日本、2つの時代の日本を生き、その空気感の違いを身をもって知るスタッフ・キャストたちにより制作された映画である。
壺井栄の原作では、その冒頭で舞台を「瀬戸内海べりの一寒村」としており、全ページを通じて、一切舞台の具体的な地名は出てこない。しかし、この映画では原作者壺井栄の故郷が香川県小豆島であることから、物語の舞台を「小豆島」と設定し、ロケも同地で行われた。そのためこの映画のヒット以降は、「二十四の瞳＝小豆島」というイメージが現在まで定着することとなった。
なお、公開年の「キネマ旬報ベスト・テン」で、同年公開の黒澤明監督作『七人の侍』をおさえて、第1位となった本作は、1987年（昭和62年）に朝間義隆監督によりリメイクされた。脚本は1954年版と同じく木下惠介であり、木下は、リメイク版公開の11年後、1998年（平成10年）に他界した。
小豆島には、この1987年版「二十四の瞳」映画撮影時のオープンセットを活用した「二十四の瞳映画村」がある。

### ギャラリー

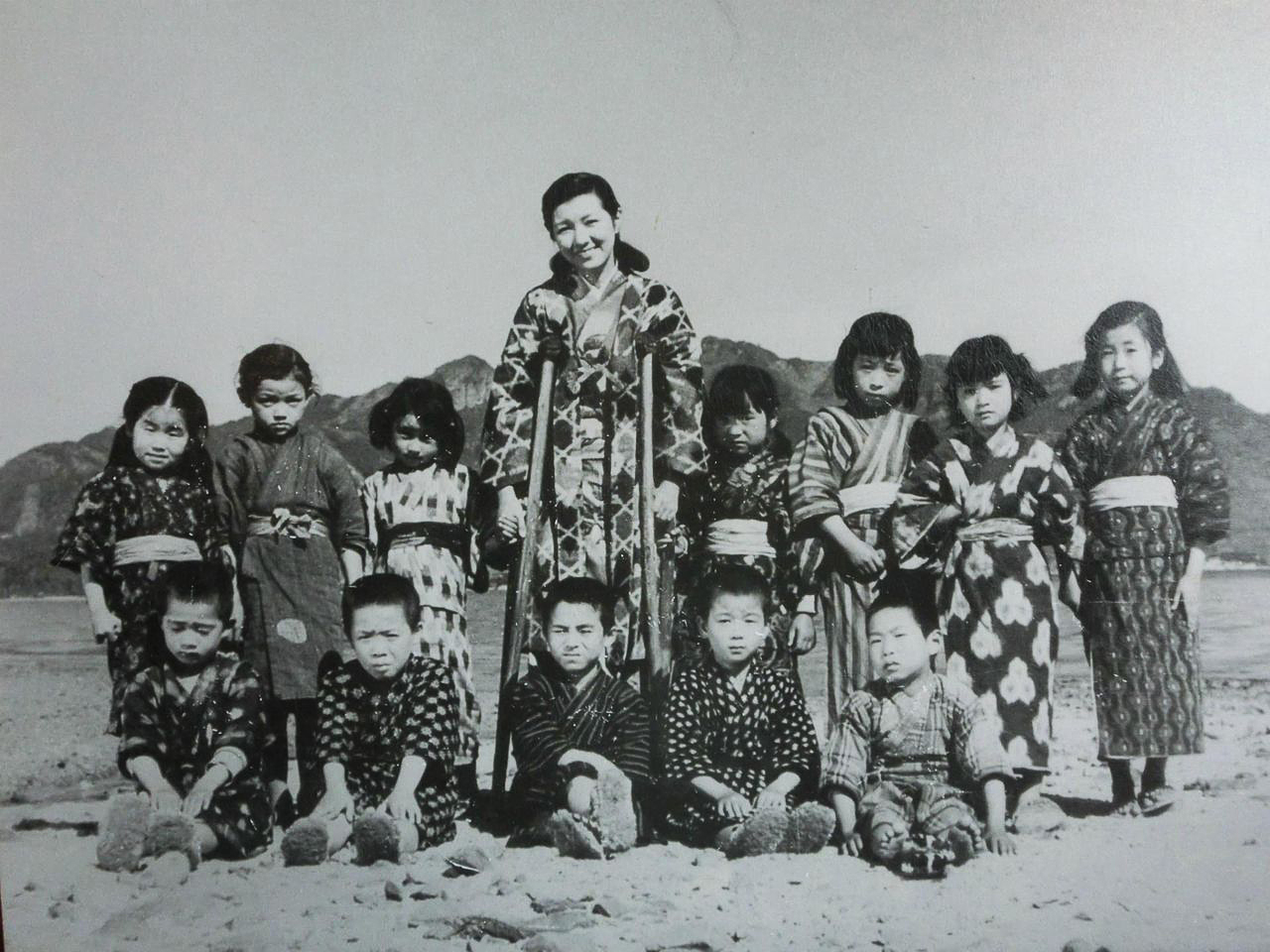
1.
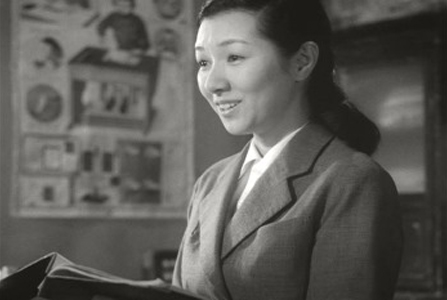
2.
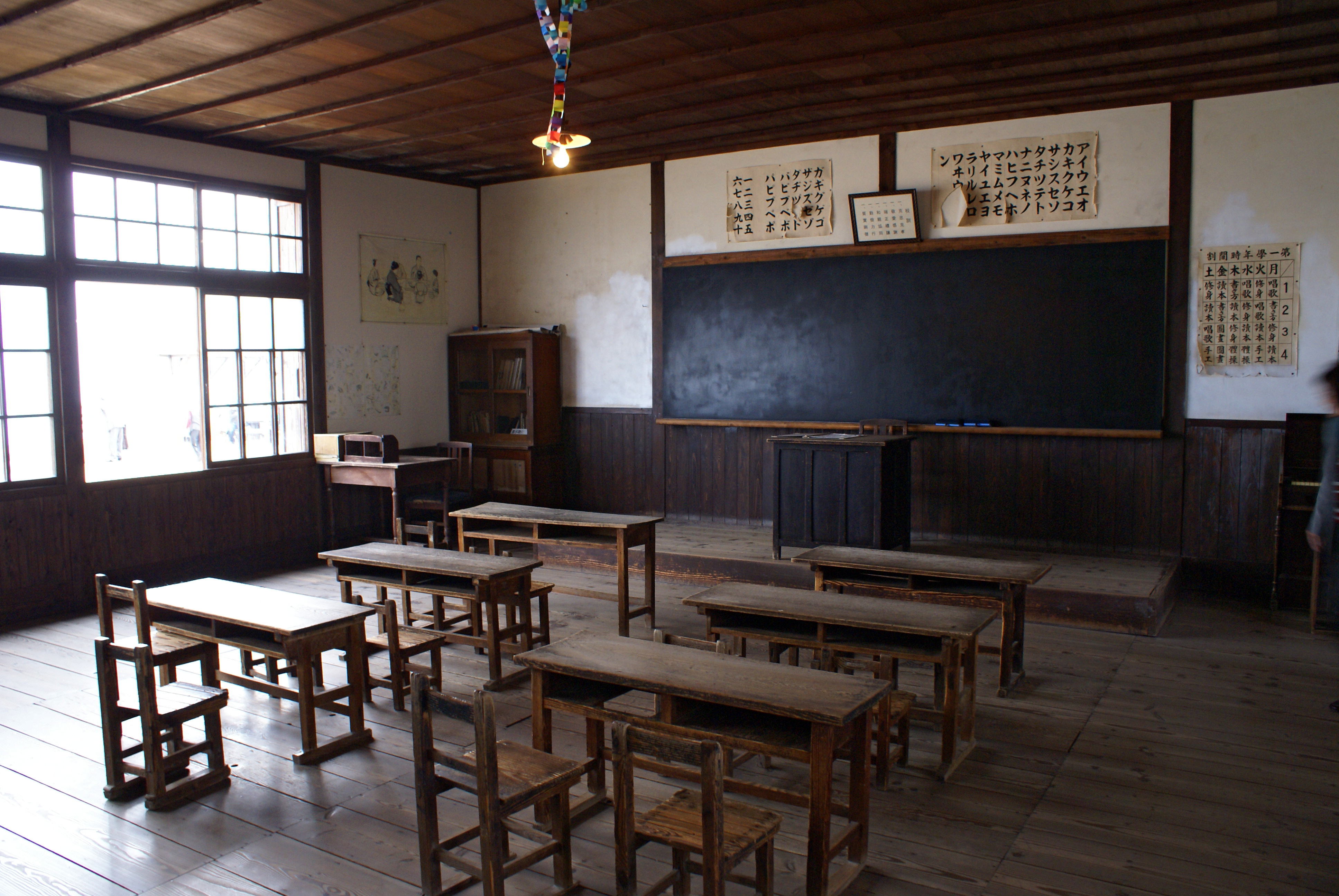
3.

1. 主演の高峰秀子と12人の子役　（1954年版『二十四の瞳』）
写真の12名は1年生役である。成長した6年生役の12名と合わせ、子役を演じた24名は、撮影終了後も時おり同窓会「瞳の会」を開催している。
1999年1月8日、東京築地本願寺で営まれた木下惠介監督の葬儀にも、その多くが参列した。
2. 分教場で大石先生役を演じる高峰秀子 （当時29歳）
高峰は、この「二十四の瞳」の撮影で助監督をした松山善三と、映画公開の翌年1955年（昭和30年）に結婚した。
3. 1987年版「二十四の瞳」映画撮影で使用された「岬の分教場」　（二十四の瞳映画村）

## あらすじ
1928年（昭和3年）、大石先生は新任の女教師として小豆島の岬の分教場に赴任する。一年生12人の子供たちの受け持ちとなり、田舎の古い慣習に苦労しながらも、良い先生になろうとする大石先生。
ある日、大石先生は子供のいたずらによる落とし穴に落ちてアキレス腱を断裂、長期間学校を休んでしまうが、先生に会いたい一心の子供たちは遠い道のりを泣きながら見舞いに来てくれる。
しばらくして、大石先生は本校に転勤する。その頃から、軍国主義の色濃くなり、不況も厳しくなって、登校を続けられない子供も出てくる。やがて、結婚した先生は軍国教育はいやだと退職してしまう。
戦争が始まり、男の子の半数は戦死し、大石先生の夫も戦死してしまう。また、母親と末娘も相次いで世を去る。
長かった苦しい戦争も終わり、大石先生はまた分教場に戻り教鞭を取ることになる。教え子の中にはかつての教え子の子供もいた。その名前を読み上げるだけで泣いてしまう先生に、子供たちは「泣きミソ先生」とあだ名をつけた。
そんな時、かつての教え子たちの同窓会が開かれる。その席で、戦争で失明した磯吉は一年生のときの記念写真を指差しながら（オリジナル版では指差す位置がずれ、涙を誘う）全員の位置を示す。真新しい自転車を贈られ、大石先生は胸が一杯になり、涙が溢れてきた。その自転車に乗って大石先生は分教場に向かう。

## 封切り
- 1954年9月14日に封切られた。
- 2007年デジタルリマスター版がリバイバル上映、ならびに発売された（同年以降発売の本作映像ソフトは、基本的にこのデジタルリマスター版と同一のマスターを使用）

1962年のリバイバル公開用に画面の上下をトリミングし、木下監督自ら再編集などに携わった「ワイド（ビスタビジョン）版」（約143分）は、後に以下の2つの形でソフト化された。2005年発売されたDVD-BOX『木下惠介 DVD-BOX 第1集』の特典ディスク、および、2012年8月29日、木下惠介監督生誕100年を記念して発売された、本作のブルーレイディスク（同ディスク収録のオリジナル本編は、2007年デジタルリマスター版を流用）の映像特典として、いずれも全編収録されている。

## 作品の評価
- 1954年（昭和29年）「第28回キネマ旬報ベスト・テン」で第1位となる。
第2位は同じく木下惠介監督作『女の園』、第3位は黒澤明監督作『七人の侍』であった。また、第5回ブルーリボン賞作品賞、第9回毎日映画コンクール日本映画大賞も受賞した。
- 第12回ゴールデングローブ賞外国映画賞受賞。
- 平成元年（1989年）「大アンケートによる日本映画ベスト150」（文藝春秋発表）第7位。

## キャスト
- 大石先生…高峰秀子
- マスノ…月丘夢路
- 松江…井川邦子
- 早苗…小林トシ子
- 磯吉…田村高廣
- 男先生…笠智衆
- 大石先生の母…夏川静江
- 男先生の妻…浦辺粂子
- よろずや…清川虹子
- 飯屋のかみさん…浪花千栄子
- 校長先生…明石潮
- 大石先生の夫…天本英世
- ちりりんや…高原駿雄
- 松江の父…小林十九二
- 小林先生…高橋トヨ子（小津安二郎作品で知られる高橋とよとは別人である）

子役には、1年生役と、その後の成長した6年生役を選ぶにあたり、全国からよく似た兄弟、姉妹を募集。3600組7200人の子どもたちの中から、12組24人が選ばれた。そして、大人になってからの役者も、その子どもたちとよく似た役者を選んだ。
これにより、1年生から6年生へ、そして大人へと、子役たちの自然な成長ぶりを演出している。撮影は、学校休暇を中心に、1953年春から1954年春に及ぶ。24人は撮影終了後も「瞳の会」と称して時おり同窓会を行い、木下監督の葬儀にも多くが参列した。

## スタッフ
- 監督…木下惠介
- 脚本…木下惠介
- 原作…壺井栄
- 製作…桑田良太郎
- 音楽…木下忠司
- 撮影…楠田浩之
- 美術…中村公彦

## 1987年版
朝間義隆監督、田中裕子主演でリメイクされ、1987年（昭和62年）7月11日に公開された。脚本は前作と同じく木下惠介。

### キャスト（1987年版）
- 大石久子先生…田中裕子
- マスノ…紺野美沙子
- 松江…高木美保
- 早苗…野沢直子
- 磯吉…川野太郎
- ミサ子…音無真喜子
- 小ツル…神津はづき
- コトエ…渡辺多美子
- キヨ…左時枝
- 男先生…坂田明
- おなご先生…友里千賀子
- 田村先生....千うらら
- 大石民（先生の母）…佐々木すみ江
- 大石正吉（先生の夫）…武田鉄矢
- 大石大吉（先生の長男6年）…圓山哲也
- よろず屋…あき竹城
- 飯屋のかみさん…乙羽信子
- 校長先生…松村達雄
- チリリン屋…浦田賢一
- 楽士…鈴木ヒロミツ
- ナレーション…渥美清

### スタッフ（1987年版）
- 監督…朝間義隆
- 脚本…木下惠介
- 原作…壺井栄
- 製作者…山内静夫、中川真次、服部康一、磯崎洋三
- 音楽…三枝成章
- 撮影…花田三史
- 美術…芳野尹孝
- 製作…松竹、東北新社、電通、東京放送

### 作品の評価（1987年版）
- 第11回日本アカデミー賞 優秀音楽賞（三枝成彰[注 4]）[3]

## 関連著作
- 澤宮優『二十四の瞳からのメッセージ』洋泉社、2007年
木下恵介監督映画「二十四の瞳」を、当時の子役や出演者、スタッフらの証言をもとに検証することで、作品が現代へ何を問いかけているかを探ったノンフィクション。
- 「私を駆り立てたひたむきなもの」 （旺文社文庫「二十四の瞳」に寄せて)　木下恵介著 1965年